# دلووها ستران
دلووها ستران (به چکی: Dlouhá Stráň) یک منطقهٔ مسکونی در جمهوری چک است که در شهرستان برونتال واقع شده‌است.